# CVE VT 5 bis 7
Die CVE VT 5–7 waren schmalspurige Verbrennungsmotor-Triebwagen der Luxemburgischen Schmalspurbahnen (Chemins de Fer à Voie Etroite (CVE)). Sie waren mit dieselelektrischer Kraftübertragung ausgerüstet und bis 1956 in Betrieb. Umgangssprachlich waren die Fahrzeuge bei den CVE als Triebwagen Reihe C klassifiziert.

## Geschichte und technische Daten
Die Fahrzeuge entstanden für den Ersatz weiterer Dampfzüge durch Triebwagen und weil die Verwaltung der Luxemburgischen Schmalspurbahnen CVE eine Elektrifizierung ihrer vorhandenen Schmalspurbahnen als zu teuer einstufte. Die drei Triebwagen wurden 1935 bestellt und Mitte 1936 wurde der erste Wagen ausgeliefert. Mit den Triebwagen wurden noch zwei Beiwagen von Familleureux mit geliefert, die zwei Jahre später in die Triebwagen VT 8–9 umgebaut wurden.
Nach einigen Vorführungsfahrten Mitte 1936 fuhren die Fahrzeuge offiziell auf der Schmalspurbahn Luxemburg–Remich. Dabei stellte sich heraus, dass die Leistung der Wagen für den Beiwagenbetrieb auf diesen Bahnstrecken nicht ausreichte. Die Triebwagen verkehrten deshalb hauptsächlich als Solofahrzeuge.
Nachdem die umgebauten Beiwagen als VT 8–9 auf ihren Fahrten gute Ergebnisse vorweisen konnten, regte die Maschinenverwaltung den Umbau eines Triebwagens der Reihe C in einen dieselmechanischen Triebwagen an, der aber erst nach der Übernahme der Triebwagen durch die Deutsche Reichsbahn vollzogen wurde. 1942 wurden die Triebwagen von der Deutschen Reichsbahn übernommen und als Reihe DR 136 754–756 eingereiht. Der erwähnte Umbau wurde bei dem Wagen VT 5 mit einer Doppelmaschinenanlage vollzogen, diese bestand aus zwei Motoren Deutz A8M 517 mit je einem Mylius-Getriebe. Die Achsfolge des betreffenden Wagens änderte sich in B’B’, die Leistung betrug nun insgesamt 350 PS. Wann der Triebwagen umgebaut wurde, ist nicht bekannt. Der Triebwagen VT 5 weilte 1943 für größere Arbeiten bei Henschel in Kassel. Bei einem Bombenangriff auf das Werk erlitt der Triebwagen einen Volltreffer und musste ausgemustert werden.
Nach denselben Umbaurichtlinien sollte der Triebwagen VT 6 verändert werden. Es ist nicht bekannt, ob sie vollzogen wurden, denn der Triebwagen wurde bei einem Luftangriff auf den Hauptbahnhof Luxemburg schwer beschädigt und musste ebenfalls ausgemustert werden. Somit blieb als einziger Triebwagen der VT 7 im Originalzustand erhalten. Der Wagen wurde 1943 abgestellt, wurde nach dem Zweiten Weltkrieg wieder aufgebaut, und gelangte als Z 5 in den Bestand der CFL. Das Fahrzeug ist 1956 ausgemustert worden.

## Fahrzeugaufbau
Der Wagenkasten war in zwei Großraumabteile unterteilt, zwischen denen sich ein Zwischenraum befand. Dieser besaß zusätzlich einen Abort. Am Ende des kleineren Abteils 2. Klasse befand sich ein Führerstand, der gleichzeitig als Einstiegsraum diente. Am anderen Ende des Großraumabteils 3. Klasse befand sich ein weiterer Einstiegsraum, der an den eingezogenen Türen zu erkennen war. Er diente gleichzeitig als Gepäckraum. An seinem Ende befand sich der Führerstand, in dem sich die Maschinenkammer mit dem Dieselmotor und der elektrischen Ausrüstung befand. Die Stirnfront der Triebwagen war wie bei allen Triebwagen der CVE mit drei Fenstern ausgeführt.
Die quer eingebaute Maschinenanlage bestand aus dem Sechszylinder-Viertakt-Dieselmotor Deutz A6M 220 und dem angeflanschten Hauptgenerator. Dieser gab eine Leistung von 124 kW bei einer Spannung von 600 V ab und lieferte Strom für die Fahrmotoren, die in den Drehgestellen vermutlich als Tatzlager-Fahrmotoren ausgebildet waren. Es gibt in der Literatur Angaben, die Achsfolge hätte B’B’ betragen, was auf eine Anordnung mit einem Fahrmotor pro Drehgestell schließen würde. In der technischen Beschreibung wird aber von vier Fahrmotoren gesprochen, und dass entspricht einer Achsfolge Bo’Bo’. Die Schaltung des Triebwagens war als sogenannte AEG-Volllastschaltung ausgelegt worden, das besagte, dass der Dieselmotor mit konstantem Drehmoment arbeitete und die Spannung des Hauptgenerators und somit die Fahrgeschwindigkeit ausschließlich über die Motordrehzahl geregelt wurde.
Es war vorgesehen, den Triebwagen mit einer dieselmechanischen Zweimaschinenanlage auszurüsten, was zumindest bei dem VT 5 vollzogen wurde. Das erklärt zusätzlich die Achsfolge B’B’ in der Literatur. Nach dem Zweiten Weltkrieg war jedoch nur das Fahrzeug mit der originalen dieselelektrischen Antriebsanlage vorhanden.